# Макаренко В'ячеслав Володимирович
В'ячесла́в Володими́рович Мака́ренко (27 вересня 1987 — 29 серпня 2014) — рядовий батальйону патрульної служби міліції особливого призначення «Дніпро-1», учасник російсько-української війни.

## Короткий життєпис
Народився 1987 роу в місті Сніжне (Донецька область). До війни — друг Юрія Матущака, активіста і популяризатора української культури на Донбасі.
Разом з Юрієм записався до лав добровольчого батальйону патрульної служби міліції особливого призначення «Дніпро-1» як рядовий міліції, псевдо «Студент».
Загинув під час прориву колони з Іловайська, в бою з російськими збройними формуваннями на дорозі поміж селом Новокатеринівка та хутором Горбатенко. 2 вересня тіло В'ячеслава Макаренка разом з тілами 87 інших загиблих у Іловайському котлі було привезено до запорізького моргу.
Перебував у списках зниклих безвісти, внесений до списку загиблих Штабу національного захисту. Похований на Кушугумському цвинтарі під Запоріжжям.
Після ідентифікації за експертизою ДНК 28 жовтня 2015 року воїна перепоховали на алеї Героїв Краснопільського цвинтаря під Дніпропетровськом.

## Нагороди та вшанування
За особисту мужність і героїзм, виявлені у захисті державного суверенітету та територіальної цілісності України, вірність військовій присязі під час російсько-української війни, відзначений — нагороджений
- 25 листопада 2015 року — орденом «За мужність» III ступеня (посмертно)[2]
- Його портрет розміщений на меморіалі «Стіна пам'яті полеглих за Україну» у Києві: секція 3, ряд 10, місце 22
- Вшановується 29 серпня на щоденному ранковому церемоніалі вшанування українських захисників, які загинули цього дня у різні роки внаслідок російської збройної агресії[3]
- Іловайський Хрест (посмертно)